# La sposa (Mango)
La sposa è un singolo del cantautore pop italiano Mango, pubblicato il 22 aprile 2011 dall'etichetta discografica Columbia.

## Descrizione
Il brano è stato scritto da Pasquale Panella e Mango e prodotto da quest'ultimo insieme a Rocco Petruzzi. È stato il primo singolo tratto dal ventesimo album La terra degli aquiloni, pubblicato nel maggio successivo.

## Tracce
1. La sposa – 3:54